# David Balleri
Pour les articles homonymes, voir Balleri.

David Balleri (né le 28 mars 1969 à Livourne, en Toscane - ) est un footballeur italien devenu entraîneur. Il mesure 1,83 m pour 74 kg.

## Biographie
Après avoir commencé dans des petits clubs de Serie C2 et Serie C1, il gravit rapidement les échelons en étant titulaire en Serie B et ce, dès sa première saison. Il rejoint ensuite l'élite du football italien : Parme FC, Calcio Padova, Sampdoria ou encore US Lecce. Après tant d'années comme joueur majeur au haut niveau, il décide de rejoindre en 2002 le club de sa ville natale Livourne Calcio, alors en Serie B. 
Après son passage livournais (voir ci-dessous), il rejoint le club de Côme Calcio 1907 en Serie C2. De ce fait, il quitte donc le plus haut niveau et, la fin de sa carrière d'une exceptionnelle longévité approchant, il fait le choix d'aider une petite équipe de division inférieure. 
À noter que le 22 octobre 2006, il joue son 300e match de Serie A lors d'un match nul et vierge face à l'AC Sienne. 

## Sa carrière à Livourne
David Balleri a tout connu avec Livourne Calcio, club de sa ville natale. Il a connu aussi bien les joies de la montée en Serie A à l'issue de la saison 2003 - 2004 que les dures joutes européennes de la Coupe de l'UEFA, version 2006 - 2007 (4 rencontres disputées). À la suite du départ de Cristiano Lucarelli durant le mercato d'été 2007, David récupère le brassard de capitaine pour la saison en cours. Malgré son âge avancé (39 ans), il demeure néanmoins un titulaire indiscutable et un joueur encore vif. Il est très apprécié par l'entourage du club. Il porte le numéro 69, en référence à son année de naissance (c'est une pratique très courante dans le Championnat italien). Après une saison cauchemardesque où son club finit bon dernier de Serie A, David quitte le club pour rejoindre le club de Côme Calcio 1907, tout juste promu en Serie C2. 

## Un nouveau scandale de match truqué
En pleine préparation de la nouvelle saison 2008 - 2009 et alors que Balleri a décidé de rejoindre Côme Calcio 1907, la Fédération Italienne décide d'ouvrir une enquête à propos d'une affaire de matches arrangées lors des oppositions entre Livourne Calcio et Atalanta Bergame de la saison 2007 - 2008 en Serie A. Au cœur de l'affaire, Balleri et le défenseur bergamasque Gianpaolo Bellini, tandis que les joueurs amaranti Alessandro Grandoni et les frères Filippini sont accusés de complicités. Alors que le réquisitoire du procureur réclamait 6 points de pénalité pour chacune des deux équipes, 3 ans de suspension pour l'ancien capitaine amaranto et un mois pour les autres joueurs impliqués, le verdict de la Commission de discipline rendu sera clément : les frères Filippini, Alessandro Grandoni et Gianpaolo Bellini seront blanchis faute de preuve, alors que les clubs ne seront pénalisés d'aucun point de pénalité au classement. David Balleri, quant à lui, écope de 4 mois de suspension et d'une amende de 25 000 €.

## Fin de carrière
Malgré cette suspension, il disputera 29 matchs jusqu'en octobre 2009 où il décide de résilier son contrat avec la formation lombarde. Il décide dès lors de poursuivre en amateur au sein de l'effectif de Pro Livorno, une équipe de Prima Categoria Toscana, à savoir la huitième division italienne. Il en devient par la suite l'entraîneur.

## Carrière et stats
- 1986 - 1987 : Cuoiopelli (serie C2,  Italie) : 2 matchs
- 1987 - 1988 : Cerretese (serie C2,  Italie) : 22 matchs, 1 but
- 1988 - 1989 : Cerretese (serie C2,  Italie) : 26 matchs
- 1989 - 1990 : Cuoiopelli (serie C2,  Italie) : 24 matchs, 1 but
- 1990 - 1991 : Siracuse (serie C1,  Italie) : 27 matchs, 1 but
- 1991 - 1992 : Siracuse (serie C1,  Italie) : 28 matchs
- 1992 - 1993 : Cosenza Calcio (serie B,  Italie) : 34 matchs, 2 buts
- 1993 - 1994 : Parme FC (serie A,  Italie) : 20 matchs, 1 but
- 1994 - 1995 : Calcio Padova (serie A,  Italie) : 31 matchs, 1 but
- 1995 - 1996 : Sampdoria (serie A,  Italie) : 32 matchs, 4 buts
- 1996 - 1997 : Sampdoria (serie A,  Italie) : 29 matchs
- 1997 - 1998 : Sampdoria (serie A,  Italie) : 25 matchs
- 1998 - 1999 : Sampdoria (serie A,  Italie) : 30 matchs
- 1999 - 2000 : US Lecce (serie A,  Italie) : 32 matchs
- 2000 - 2001 : US Lecce (serie A,  Italie) : 27 matchs, 1 but
- 2001 - 2002 : US Lecce (serie A,  Italie) : 17 matchs
- 2002 - 2003 : Livourne Calcio (serie B,  Italie) : 33 matchs, 1 but
- 2003 - 2004 : Livourne Calcio (serie B,  Italie) : 25 matchs
- 2004 - 2005 : Livourne Calcio (serie A,  Italie) : 31 matchs
- 2005 - 2006 : Livourne Calcio (serie A,  Italie) : 22 matchs
- 2006 - 2007 : Livourne Calcio (serie A,  Italie) : 25 matchs, 4 matchs en C3
- 2007 - 2008 : Livourne Calcio (serie A,  Italie) : 27 matchs
- 2008 - oct. 2009 : Côme Calcio (serie C2,  Italie) : 29 matchs
- oct. 2009 - aujourd'hui : Pro Livorno (division amateur,  Italie) : 15 matchs, 3 buts[4]

## Palmarès
- Vainqueur de la Supercoupe d'Europe en 1993 avec Parme FC
- Finaliste de la Coupe des coupes en 1994 avec Parme FC